# فيك غروفز
فيك غروفز (بالإنجليزية: Vic Groves)‏ (5 نوفمبر 1932 في المملكة المتحدة - 24 يناير 2015) هو لاعب كرة قدم بريطاني في مركز الهجوم. لعب مع توتنهام هوتسبير ونادي أرسنال ونادي ليتون أورينت وكانتربري سيتي ‏ وLeytonstone F.C. ‏ وWalthamstow Avenue F.C. ‏.

## وصلات خارجية
- فيك غروفز على موقع قاعدة بيانات كرة القدم.إي يو (الإنجليزية)
- فيك غروفز على موقع عالم كرة القدم.نت (الإنجليزية)